# Alfio Ghisdulich
Alfio Ghisdulich (Fiume, 21 dicembre 1953 – 2006) è stato un velocista, lunghista e triplista italiano.

## Biografia
Il 15 gennaio 1977 ha stabilito il record italiano indoor dei 60 m piani, con un tempo di 6"6; nel medesimo anno ha anche ricevuto la sua unica convocazione in carriera in nazionale maggiore (aveva esordito in under 22 nel 1973), nell'incontro indoor tra Italia e Gran Bretagna, nel quale ha preso parte alla gara dei 60 m.
Nell'arco della sua lunga carriera, gareggiò in varie discipline (60 m indoor, 100 m, 200 m, 400 m, salto in lungo e salto triplo) ed a fine carriera divenne allenatore nell'Atletica Bergamo, allenando vari atleti poi arrivati anche in nazionale, tra cui Luigi Bertocchi, Alberto Martilli ed Elisabetta Birolini.

## Campionati nazionali
1972
- 6º ai campionati italiani juniores, salto in lungo - 6,95 m

1973
- Oro ai campionati italiani assoluti, staffetta 4×100 m - 40"6
- Eliminato in semifinale nei campionati italiani assoluti, 100 m piani - 10"8

1975
- Bronzo ai campionati italiani assoluti indoor, 60 m - 6"94

1976
- Eliminato in semifinale nei campionati italiani assoluti, 200 m piani - 21"5
- Eliminato in semifinale nei campionati italiani assoluti, 100 m piani - 10"7

1977
- Eliminato in batteria nei campionati italiani assoluti, 100 m piani - 11"1

1981
- Eliminato in batteria nei campionati italiani assoluti, 100 m piani - 11"23